# Dreifaltigkeitskirche (Elsenz)

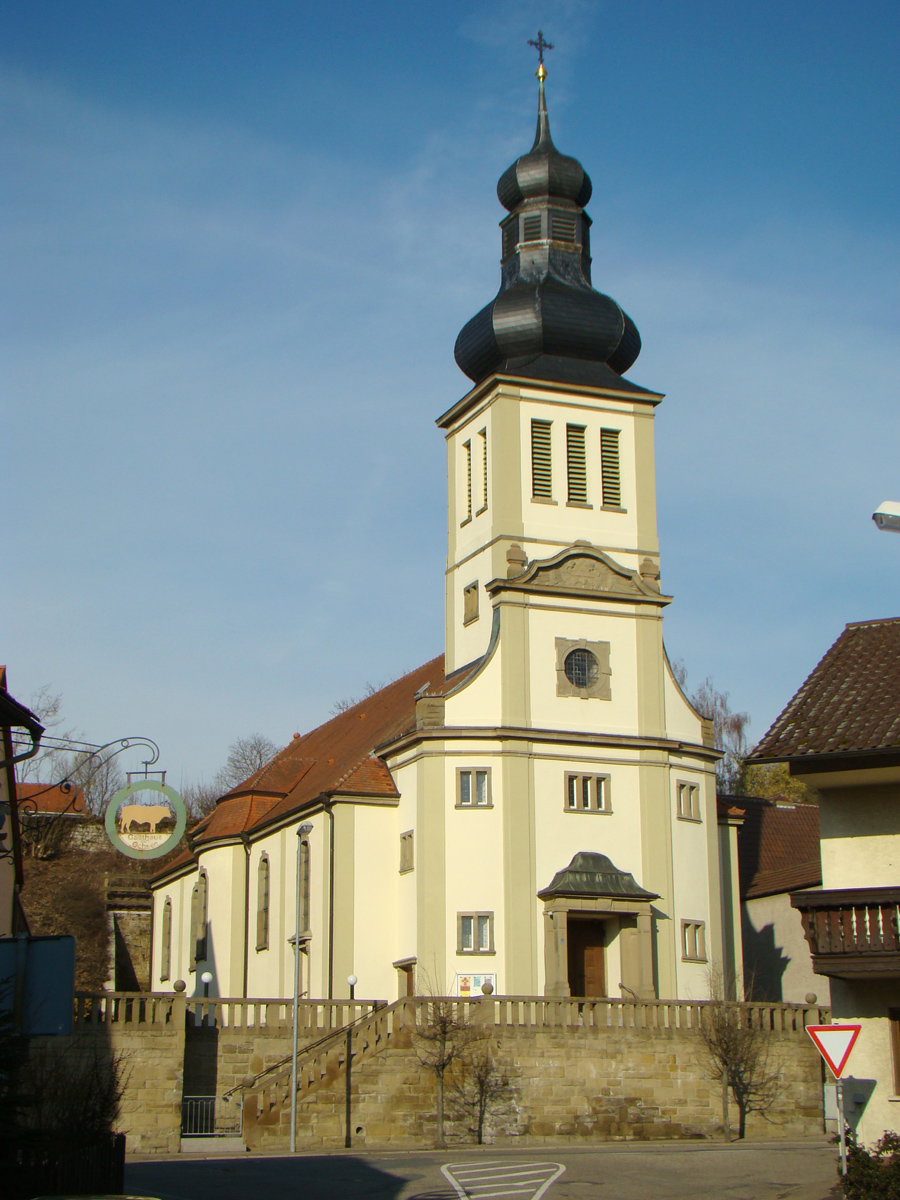
Dreifaltigkeitskirche in Elsenz

Die Dreifaltigkeitskirche ist eine katholische Kirche in Elsenz, einem Stadtteil von Eppingen im Landkreis Heilbronn im nördlichen Baden-Württemberg. Sie gehört zur Seelsorgeeinheit Eppingen im Dekanat Kraichgau der Erzdiözese Freiburg.

## Geschichte
In Elsenz befand sich im Mittelalter die Marienkirche der um 1465 gestifteten Pfarrei. Zur Kurpfalz gehörig, wurde Elsenz im Zeitalter der Reformation zunächst rein evangelisch. Katholiken konnten ab 1685 wieder Gottesdienste abhalten und nutzten hierfür zunächst 14 Jahre lang eine Scheune, bevor die alte Kirche als Simultankirche genutzt werden durfte. Bei der Kirchenteilung 1707 kam die alte Kirche an die reformierte Gemeinde, woraufhin sich die Katholiken 1767 eine kleine eigene Kirche unterhalb der heutigen Kirche errichteten. Als diese zu klein wurde, wurde 1912/13 oberhalb der alten katholischen Kirche die Dreifaltigkeitskirche nach Plänen des Karlsruher Architekten Johannes Schroth als Saalkirche im neobarocken Stil erbaut.
Im Jahr 1913 erhielt die Kirche einen Hochaltar, einen Marien-Seitenaltar sowie einen St.-Josef-Altar aus der Werkstätte der Gebrüder Moroder.

## Beschreibung
Der Chor ist nach Nordosten ausgerichtet, der Zugang zur Kirche erfolgt durch das untere Geschoss des in den Südwestgiebel integrierten Turmes. Der geschweifte Giebel und der Zwiebelturm erinnern in ihren Bauformen an den barocken Vorgängerbau.
Zu den Ausstattungsgegenständen, die noch von Vorgängerbauten stammen, zählen ein Holzrelief mit Jesus und den Emmausjüngern sowie Teile des Hauptaltars (Christuskörper, Engel und ovale Reliefporträts von Petrus und Paulus), die wohl um 1770 von Johann Michael Düchert aus Heidelberg gefertigt wurden, da sie stilistisch mit dessen Werken in Feudenheim und Unter-Schönmattenwag übereinstimmen. Die Kirche besitzt außerdem eine spätgotische Madonna aus Ulm um 1480, die 1929 in den Besitz der Gemeinde kam.

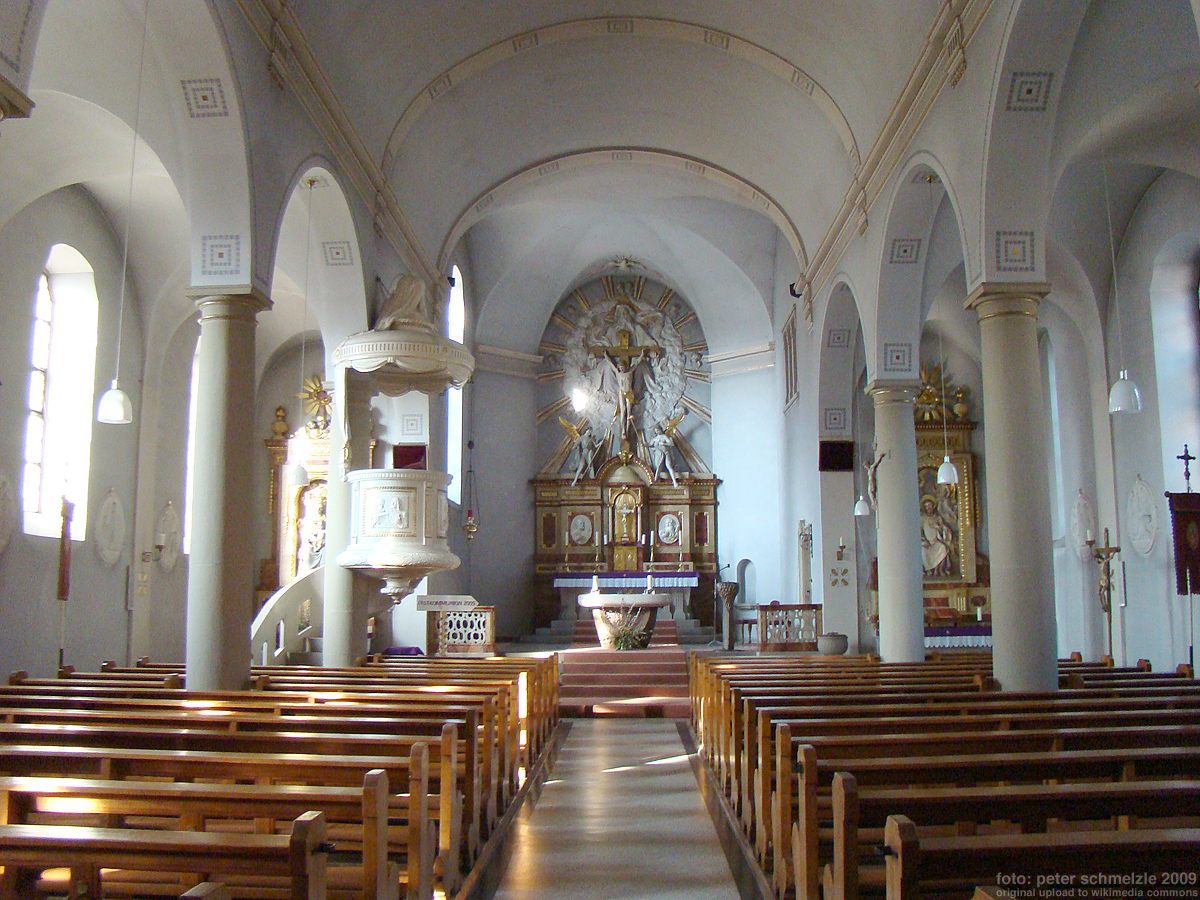
Blick zum Chor
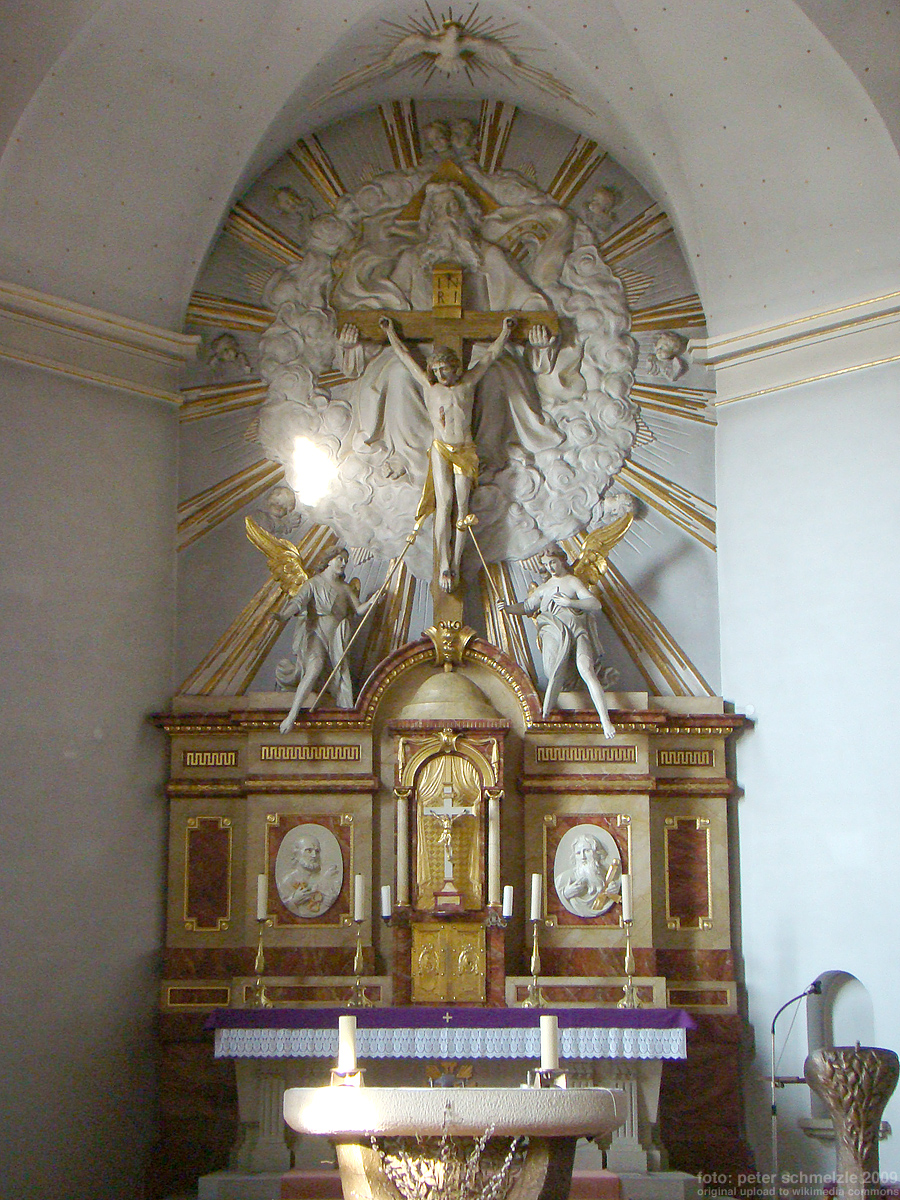
Hauptaltar mit Teilen von 1770
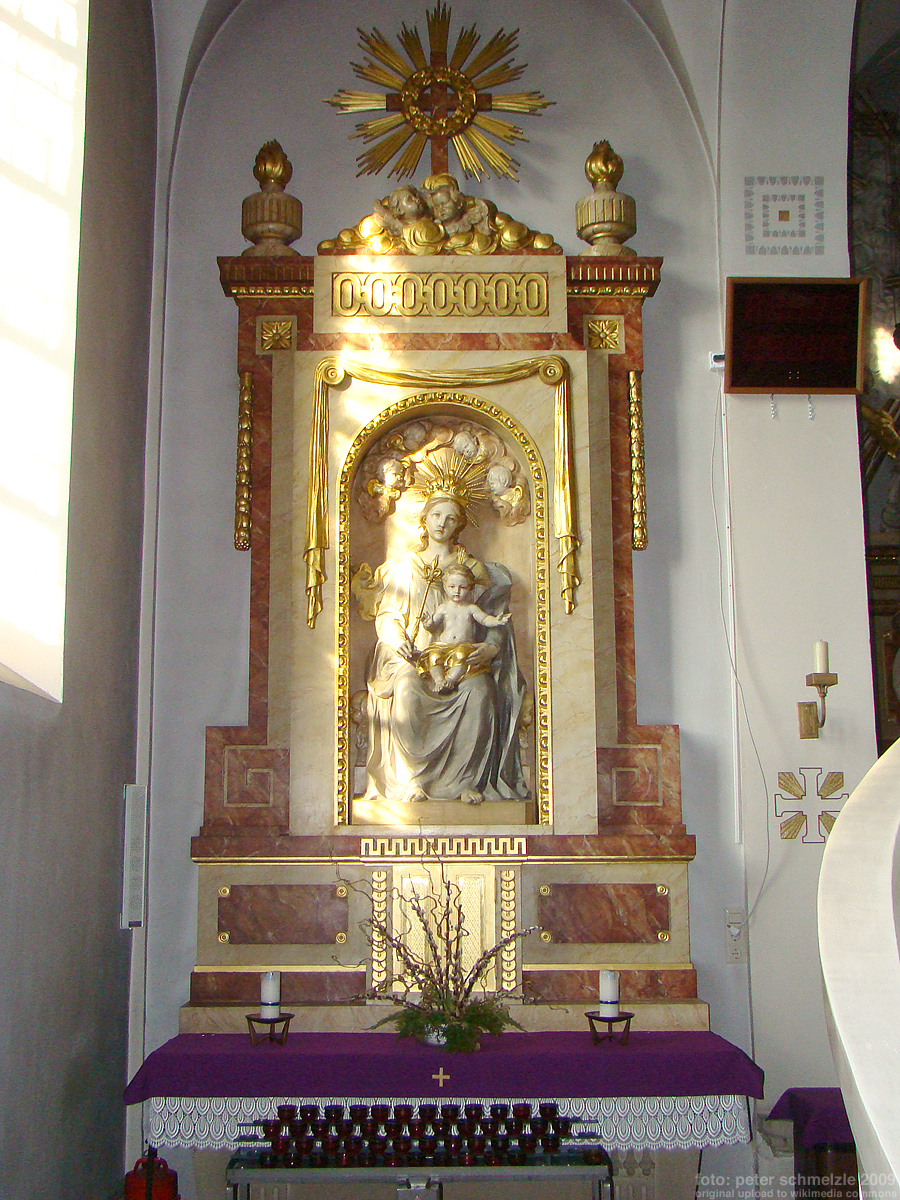
Linker Seitenaltar

## Orgel
Die Orgel wurde 1978 von dem Orgelbauer Mönch (Überlingen) erbaut. Das Instrument hat 20 Register (davon zwei Vorabzüge und zwei Register auf Wechselschleifen) auf zwei Manualen und Pedal. Die Spiel- und  Registertrakturen sind mechanisch.
| I Hinterwerk C–f3 |                          |       |
| 1.                | Holzflöte                | 8′    |
| 2.                | Gamba                    | 8′    |
| 3.                | Vox cœlestis             | 8′    |
| 4.                | Geigenprincipal          | 4′    |
| 5.                | Spitzflöte               | 4′    |
| 6.                | Quinte (vorab aus Nr. 7) | 2 ⁄3′ |
| 7.                | Sesquialter II           | 2 ⁄3′ |
| 8.                | Flageolet                | 2′    |

| II Hauptwerk C–f3 |                           |       |
| 9.                | Principal                 | 8′    |
| 10.               | Salicional                | 8′    |
| 11.               | Bourdon                   | 8′    |
| 12.               | Octave                    | 4′    |
| 13.               | Dolcan                    | 4′    |
| 14.               | Superoctave               | 2′    |
| 15.               | Quinte (vorab aus Nr. 16) | 1 ⁄3′ |
| 16.               | Mixtur IV                 | 1 ⁄3′ |

| Pedal C–d1 |                      |     |
| 17.        | Subbaß               | 16′ |
| 18.        | Octavbaß             | 08′ |
| 19.        | Holzflöte (= Nr. 1)  | 08′ |
| 20.        | Spitzflöte (= Nr. 5) | 04′ |

- Koppeln: I/II, I/P, II/P

## Glocken
Das dreistimmige Glockengeläut aus Bronze im Kirchturm der Dreifaltigkeitskirche wurde 1953 von Friedrich Wilhelm Schilling in Heidelberg gegossen.
| Nr. | Name                  | Durchmesser | Gewicht | Schlagton | Aufschrift |
| --- | --------------------- | ----------- | ------- | --------- | --- |
| 1   | Dreifaltigkeitsglocke | 1065 mm0    | 802 kg  | fis’ -2   | EHRE SEI DEM VATER UND DEM SOHNE UND DEM HEILIGEN GEIST                                                        |
| 2   | Marienglocke          | 884 mm      | 448 kg  | a’ ±0     | ST. MARIA HEISS ICH / UM FRIEDEN FLEH ICH / NICHT SÜNDE / HASS UND HOHN / SONDERN GNADE / FRIEDE BEI EUCH WOHN |
| 3   | Josefsglocke          | 780 mm      | 294 kg  | h’ -2     | ST. JOSEF HEISS / ICH DIE TOTEN BEKLAG ICH / UND RUF IHNEN ZU / HABT EWIGE RUH                                 |